# Ljubomir Frčkoski

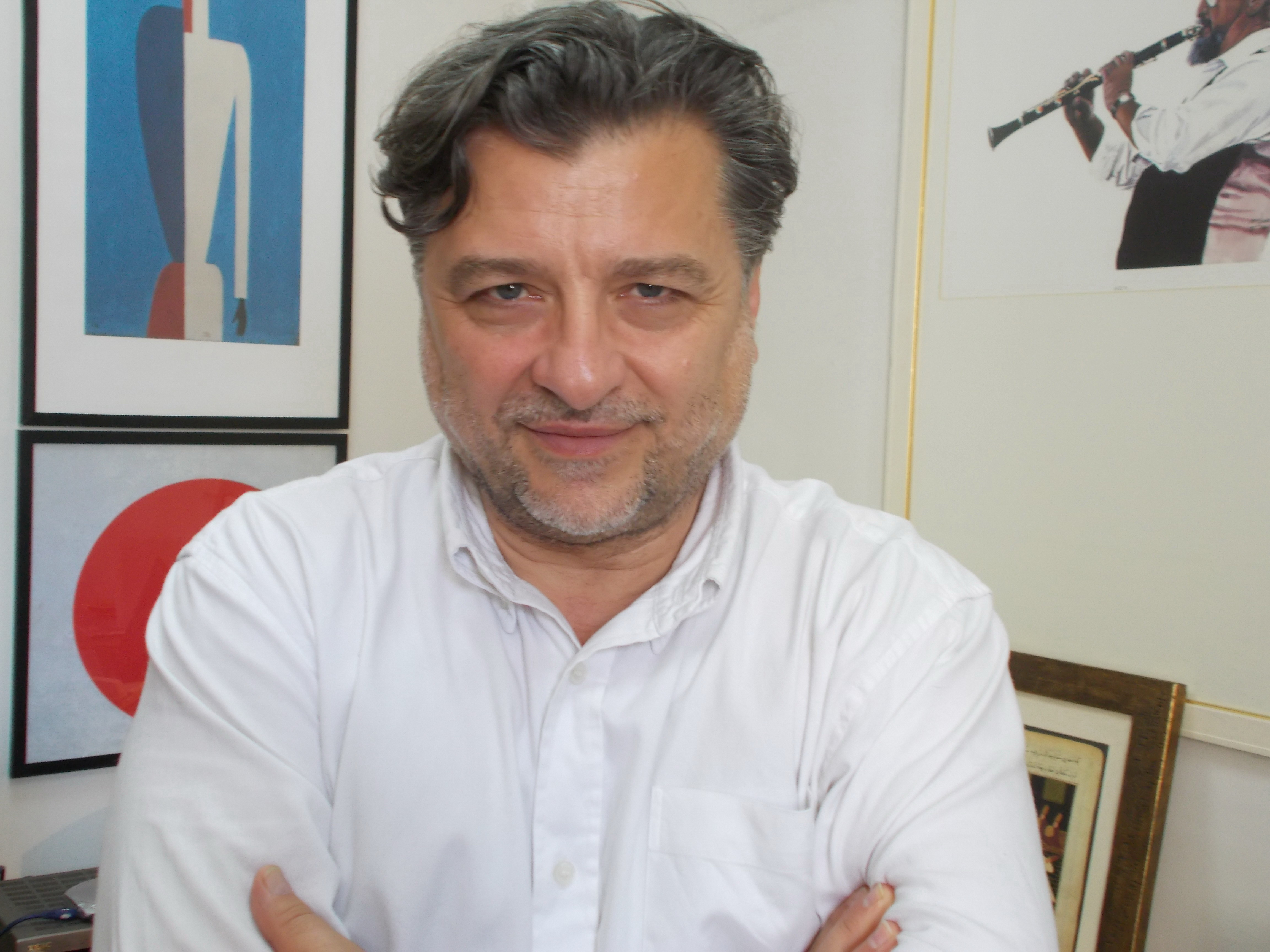
Ljubomir Frčkoski (2018)

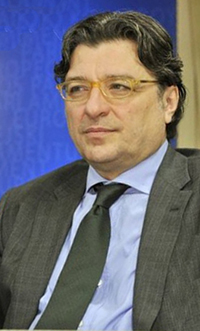
Ljubomir Frčkoski (2009)

Ljubomir Danailov Frčkoski (mazedonisch Љубомир Фрчкоски; * 12. Dezember 1957 in Skopje) ist ein mazedonischer Rechtswissenschaftler und Politiker.

## Leben
Ljubomir Danailov Frčkoski begann nach dem Schulbesuch ein Studium der Rechtswissenschaften an der Fakultät für Soziologie, Journalismus und Politikwissenschaft der Universität „Heiliger Kyrill und Method“ zu Skopje und promovierte 1989 an der Universität Ljubljana. 1989 wurde er Professor für Völkerrecht und Internationale Beziehungen an der Universität Skopje, an der er bis 2019 lehrte. Neben seiner akademischen Laufbahn hatte er auch verschiedene Regierungsämter inne und diente als Ratgeber/Berater an mehreren kritischen Stellen, einschließlich der Unterstützung bei der Ausarbeitung der ersten mazedonischen Verfassung im Jahr 1991. 
Frčkoski ist Mitglied des Socijaldemokratski Sojuz na Makedonija. Im Dezember 1991 wurde er im Kabinett von Ministerpräsident Nikola Kljusev als Nachfolger von Jordan Mijalkov Innenminister Mazedoniens und bekleidete dieses Amt auch im darauf folgenden ersten Kabinett von Ministerpräsident Branko Crvenkovski vom 5. September 1992 bis zum 23. Februar 1996, woraufhin Tomislav Čokrevski seine Nachfolge antrat. Er selbst wurde im Rahmen dieser Kabinettsumbildung am 23. Februar 1996 Nachfolger von Stevo Crvenkovski als Außenminister und behielt dieses Amt bis zu seiner Ablösung durch den bisherigen Verteidigungsminister Blagoj Handžiski am 29. Mai 1997. Von 2000 bis 2004 war er Berater von Staatspräsident Boris Trajkovski für Verfassungs- und Menschenrechtsfragen sowie Chefexperte bei der Ausarbeitung des Rahmenabkommens von Ohrid, eine zwischen den beiden größten mazedonischen und den beiden großen albanischen Parteien Nordmazedoniens am 13. August 2001 geschlossene Vereinbarung, die eine angemessene Repräsentation der albanischen Minderheit in Politik und Verwaltung sichern soll.
Als Präsidentschaftskandidat unterlag Ljubomir Frčkoski im April 2009 seinem konservativen Gegenkandidaten Đorge Ivanov. Mit rund 19 Prozent der Stimmen war er der zweitplatzierte Kandidat im ersten Wahlgang am 22. März 2009 und erreichte in der Stichwahl am 5. April 2009 rund 37 Prozent der Stimmen. 2019 wurde er zum Dekan der Fakultät für Rechts- und Politikwissenschaften der American University of Europe in Skopje ernannt und wurde im September 2020 Provost dieser Universität.
2022 wurde Frčkoski Ständiger Vertreter bei den Vereinten Nationen und überreichte am 17. Mai 2022 UN-Generalsekretär António Guterres sein Beglaubigungsschreiben.

## Werke
- Međunarodno pravo za pravata na čovekot (Internationales Recht und Menschenrechte), 2001 (ISBN 9989-851-39-5)